# La Aparecida
La Aparecida è una località della Spagna, pedanía del municipio di Orihuela, nella comarca della Vega Baja del Segura, in provincia di Alicante, nel sud della Comunità Valenciana.